# Goldgrüner Kirschfruchtstecher

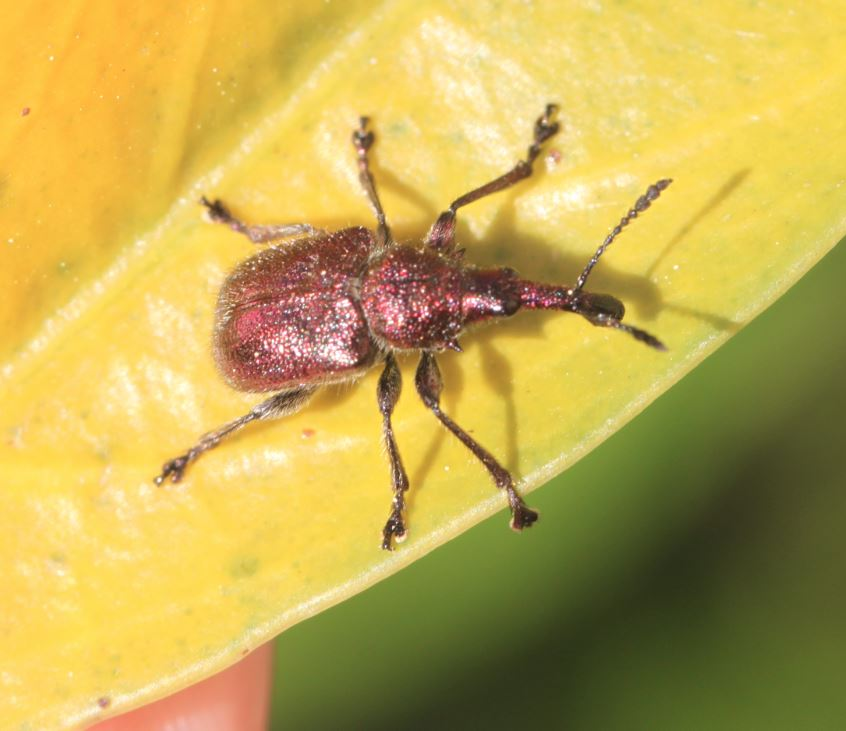
Männchen

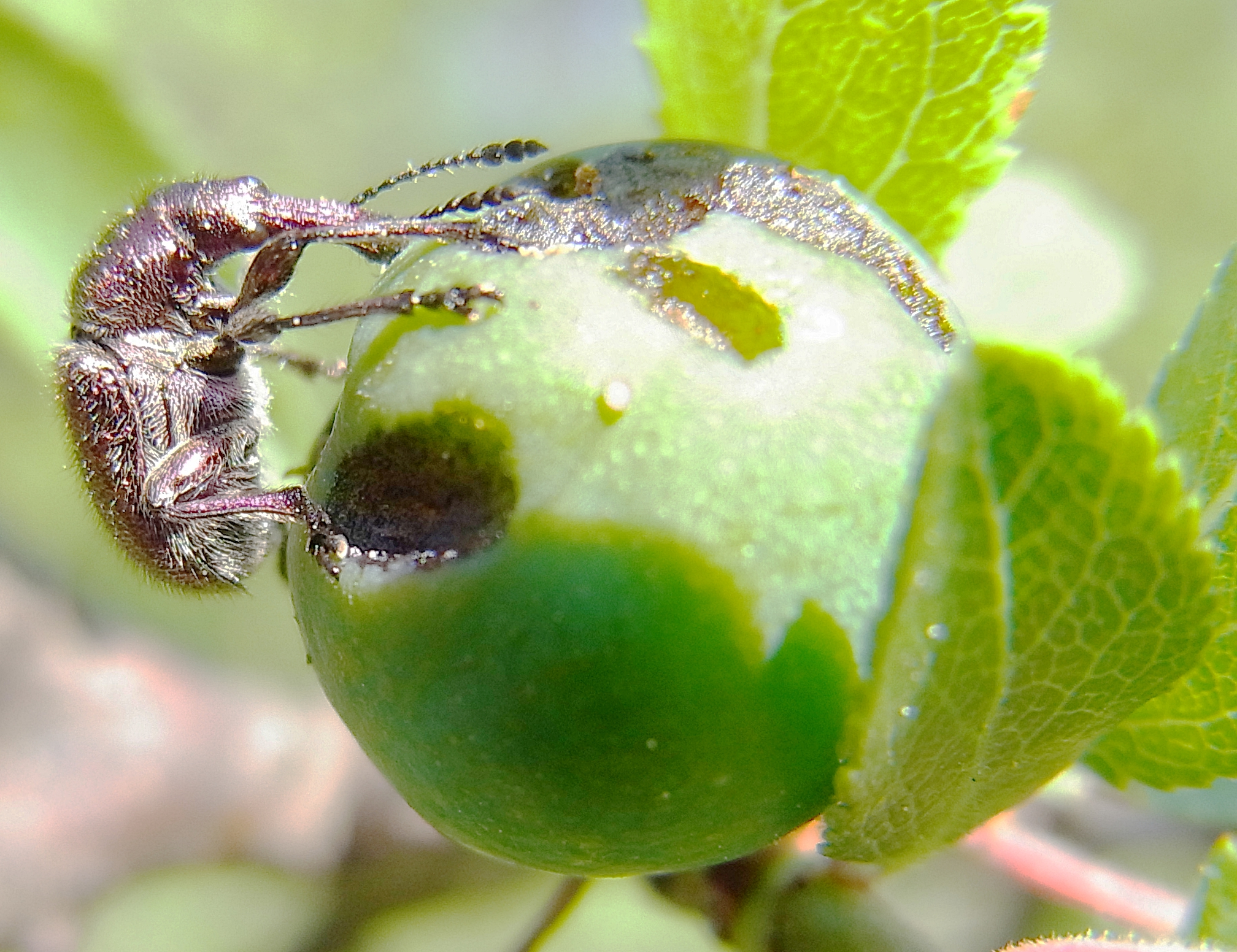
Weibchen auf Schlehe

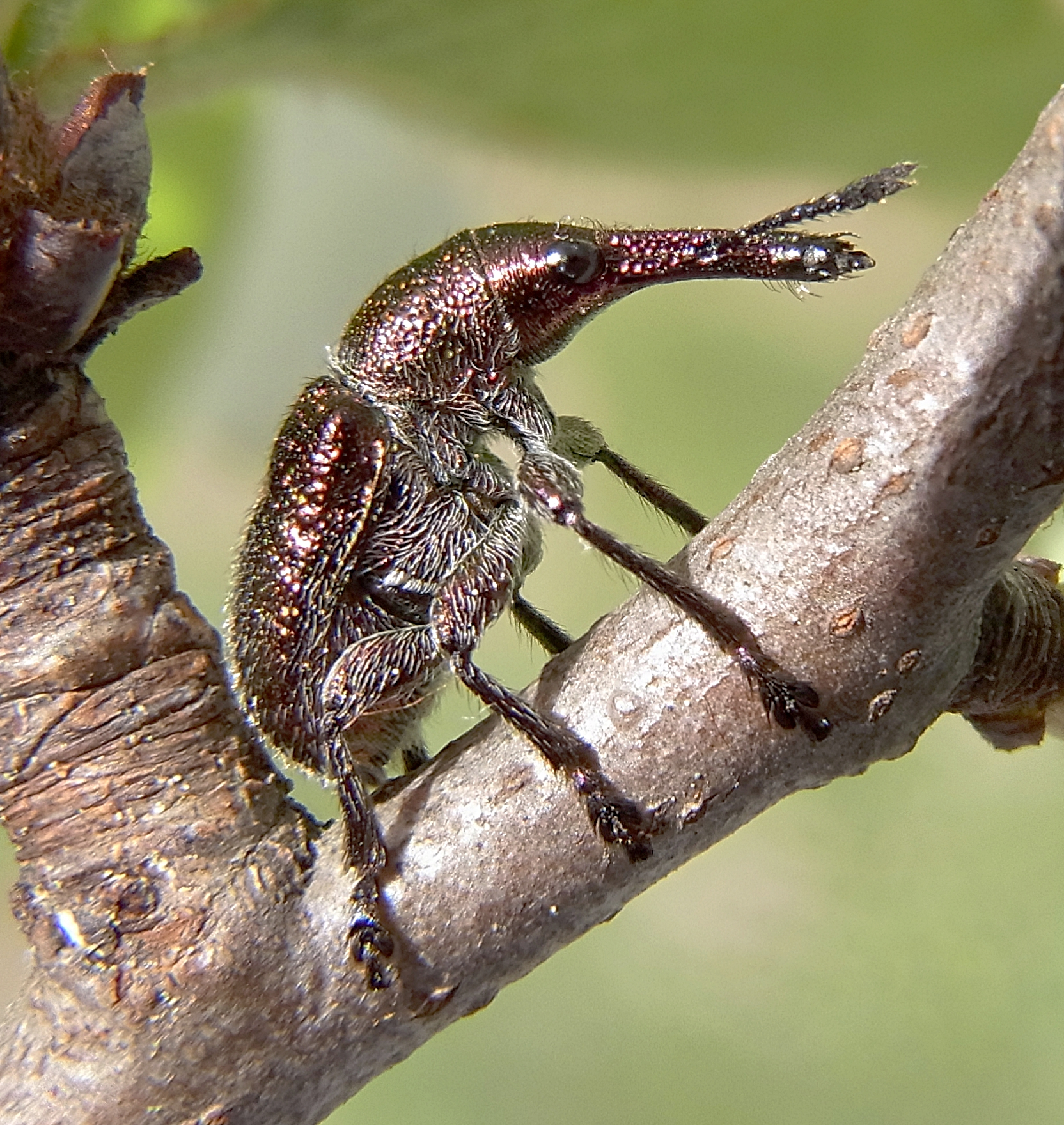
Kirschfruchtstecher

Der Goldgrüne Kirschfruchtstecher oder auch nur Kirschfruchtstecher (Rhynchites auratus, nicht zu verwechseln mit dem Kirschkernstecher oder Kirschenstecher Anthonomus rectirostris) ist ein Käfer aus der Familie der Blattroller, die zu den Rüsselkäfern im weiteren Sinne gehört. Die Gattung Rhynchites, die in die Unterfamilie Rhynchitinae oder Triebstecher eingeordnet wird, ist in Mitteleuropa mit acht Arten vertreten. Der Kirschfruchtstecher gehört zur Untergattung Epirhynchites, die in Europa mit fünf Arten vertreten ist, von denen außer dem Kirschfruchtstecher noch Rhynchites giganteus und Rhynchites lenaeus aus Mitteleuropa gemeldet sind.
Der Name der Gattung Rhynchites ist von altgr. ῥύγχος, rhýnchos, „Rüssel“ abgeleitet und nimmt auf den langen Rüssel Bezug. Der Artname auratus (lat. aurātus, a, um) bedeutet „goldfarbig“. Der Kirschfruchtstecher tritt auch in einer goldgrünen Farbvariante auf, der Name auratus ist möglicherweise jedoch darauf zurückzuführen, dass die Abtrennung der Art Rhynchites auratus von Rhynchites bacchus auch auf Grund der unterschiedlichen Rüsselfarbe erfolgte. Diese ist bei Rhynchites bacchus dunkelblau bis schwarz, bei Rhynchites auratus dagegen zur Hälfte „goldpurpurroth“.
Der auch als Schädling auftretende Käfer zeigt eine morphologische Anpassung im Bau der Oberkiefer im Zusammenhang mit einer einfachen Art von Brutfürsorge.

## Merkmale des Käfers
Der überall behaarte Käfer erreicht (ohne Rüssel) eine Länge von knapp fünf bis zu neun Millimeter. Fühler, Beine und Rüsselspitze sind schwarz, der restliche Körper ist metallisch purpurn oder goldgrün.
Der Kopf ist nach vorn rüsselartig verlängert. Ohne diesen Rüssel ist er etwa gleich lang wie breit. Der Rüssel ist an der Basis dicht und deutlich punktiert, vor der Fühlereinlenkung nahezu unpunktiert und überall schütter nach vorn geneigt behaart. Er weist an der basalen Hälfte einen feinen Mittelkiel auf, der sich farblich nicht abgrenzt. Der Mittelkiel zweigt sich nach vorn gabelförmig und verflacht danach. Beim Weibchen ist der Rüssel wenig länger als der Halsschild, kaum gebogen, an der Spitze verbreitert und etwa die vordere Hälfte des Rüssels ist geschwärzt. Beim Männchen dagegen ist der Rüssel leicht gebogen, nur an der Spitze schwarz, etwa gleich lang wie der Halsschild und an der Spitze kaum verbreitert. An der Rüsselspitze geht der Kopfschild ohne Naht in die Oberlippe über. Diese ist vorn ausgebuchtet, die beiden seitlichen Begrenzungen der Ausbuchtung sind zu einem Zahn ausgezogen. Die Oberlippe ist so klein, dass sie die Oberkiefer unbedeckt lässt.
Die Oberkiefer sind asymmetrisch und bei den Männchen anders gebaut als bei den Weibchen. Beim letzteren hat jeder Oberkiefer auf der Außenseite zwei große nach außen gekrümmte Zähne mit scharfen Schneidekanten auf der Hinterseite. Durch intensiven Gebrauch werden diese Außenzähne zwar abgenutzt, aber sie brechen nicht ab. Die linke Mandibel endet in einer einfachen Spitze, an der rechten Mandibel ist von dieser auf der Bauchseite nochmals eine kleine Spitze abgesetzt. Das Männchen besitzt nur einen Außenzahn pro Oberkiefer, der länger ist als der der Weibchen, aber sehr leicht abbricht und dann eine deutliche Bruchnarbe hinterlässt. An Stelle des zweiten Außenzahns der Weibchen besitzt das Männchen einen in seiner Form sehr variablen Höcker. Der Muskel, der die Oberkiefer öffnet (Abduktor), ist beim Weibchen mächtiger als der Muskel, mit dem die Oberkiefer gegeneinander geschlossen werden (Adduktor). Beim Männchen dagegen ist der Adduktor mächtiger als der Abduktor. Die viergliedrigen Kiefertaster und die dreigliedrigen Lippentaster sind kurz und verjüngen sich nach außen kegelförmig, sie werden von oben durch die Oberkiefer verdeckt.
Die elfgliedrigen Fühler sind etwa auf halber Rüssellänge an dessen schmalster Stelle eingelenkt, beim  Männchen etwas davor, beim Weibchen genau in der Mitte oder wenig dahinter. Die Fühler sind geradlinig und enden in einer dreigliedrigen länglichen und locker gegliederten Keule. Das Endglied der Keule ist geringelt, wodurch eine Viergliedrigkeit der Keule vorgetäuscht wird. Die mittelgroßen, mäßig gewölbten Augen bestehen je aus achthundert bis tausend Einzelaugen. Sie sind rundlich und sitzen seitlich leicht nach vorn und oben weisend nahe der Rüsselbasis.
Der  Halsschild ist nahtlos mit der Vorderbrust verwachsen. Diese ist von oben betrachtet etwa so lang wie breit. Sie ist dicht und zusammenfließend punktiert und behaart, die Behaarung ist leicht nach vorn geneigt. An der Vorderbrust entspringt beim Männchen über der Vorderhüfte ein langer Dorn, der auch von oben gut sichtbar ist. Bei Weibchen fehlt dieser Dorn. Die Vorderbrust verjüngt sich nach vorn und hinten nur wenig. Seitlich ist sie schwach gewölbt und sie erreicht die größte Breite hinter der Mitte.
Die Flügeldecken besitzen gut ausgebildete Schultern und sind zusammen deutlich breiter als der Halsschild. Sie sind weniger als 1,5 mal so lang wie zusammen breit und quer gerunzelt. Sie sind lang behaart, die Behaarung ist uneinheitlich stark nach hinten geneigt und bildet mit der Flügeldecke einen Winkel mit etwa 60°. Dadurch unterscheidet sich die Art von Rhynchites giganteus, bei dem die Haare weniger steil abstehen.
Die in Reihen stehenden Punkte sind nur schwer von den Punkten zu unterscheiden, die ungeordnet in den breiten Intervallen zwischen den Reihen stehen, die Flügeldecken erscheinen deswegen insgesamt dicht unregelmäßig punktiert. Dadurch unterscheiden sie sich von den ähnlichen Arten Rhynchites cupreus und Rhynchites giganteus. Das Schildchen ist groß und behaart. Neben dem Schildchen verläuft keine kurze Punktreihe, die wenig hinter dem Schildchen endet (ohne Skutellarpunktreihe).
Die Schienen tragen beim Männchen einen kleinen Enddorn, bei den Weibchen zwei. Die Tarsen sind alle viergliedrig, das dritte Glied ist zur Aufnahme des Klauenglieds tief gespalten und zweilappig. Die Klauen sind an der Basis nicht verwachsen und innen gezähnt.

## Biologie
Man findet den Käfer von April bis Anfang Juli an verschiedenen Weißdorn- und Prunusarten, insbesondere an Schlehe, weiterhin an Pflaume und Kirsche, ausnahmsweise auch an Birne und Apfel. Wie der Name vermuten lässt, kann der Käfer an Kirschkulturen (Sauer- und Süßkirschen) schädlich werden. Auch in Kulturen von Aprikosen und Mandeln werden durch den Kirschfruchtstecher Schäden hervorgerufen. Die Schädigung besteht einmal im Reifungsfraß an Knospen, Blüten und jungen Früchten, andererseits durch das Ablegen der Brut und Larvenfraß in den Früchten. Auch Schädigungen durch Regenerationsfraß treten auf, bei dem relativ große Fraßgänge in die Früchte genagt werden. Beim Flächenfraß werden Knospen, Blätter und junge Früchte oberflächlich abgeschabt. Der Kopf wird dabei von einer vorgestreckten Haltung langsam nach unten gesenkt. Das Pflanzenmaterial wird durch Schließen der Kiefer an deren Spitze abgenagt. Beim Tiefenfraß dagegen wird der senkrecht zur Körperachse gehaltene Rüssel radial in die Frucht versenkt. Das abgenagte Fruchtfleisch wird verschluckt. Um den Fraßgang seitlich zu erweitern, können auch laterale Kopfbewegungen durchgeführt werden. Der Rüssel kann bis zum Augenrand in die Frucht versenkt werden. Die Fühler liegen dann nach hinten in einer wenig markant abgegrenzte Längsvertiefung des Rüssels.
Nach dem Reifungsfraß erfolgt die Paarung im Mai. Etwa eine Woche später beginnt die Eiablage. Der zeitliche Ablauf der Entwicklung hängt von der Klimazone ab, die Angaben in verschiedenen Quellen decken sich nicht immer.

### Entwicklung in Schlehe
Bei der Schlehe ist das Fruchtfleisch so dünn, dass das Weibchen mit dem Rüssel bis zum Kern vorstösst. Der Wand des Kerns wird durchbohrt oder zumindest in Form einer flachen Grube angebohrt. Dazu wird der Kopf durch Anziehen der auf der Fruchtfläche haftenden Beine gegen die Bohrfläche gepresst. Durch Abspreizen der Mandibeln wird mit den Außenzähnen der Gang zur Eihöhle erweitert. Dabei abgeschabte Fruchtstücke werden herausgezogen und dann aufgefressen. Anschließend dreht sich das Weibchen um, presst den Hinterleib auf den Fraßgang und legt mit Hilfe der Legeröhre ein einzelnes Ei in der Grube im Kern ab. Ohne die Stellung zu ändern, schließt das Weibchen den Gang mit Kot. Um das Ei ist dieser Kot noch trocken, dann wird zunehmend unvollständig verdauter Kot verwendet. Durch Klopfen mit dem Hinterleib wird der Kot verdichtet und so die Eihöhle bis fast zum Rand gefüllt. Anschließend dreht sich das Weibchen erneut. Es nagt um die Eihöhle eine ringförmige Grube, die nur durch einen dünnen Ringwall von der Eihöhle getrennt ist. Mit dem zerkleinerten Fruchtfleisch wird wie Eihöhle vollständig aufgefüllt, soweit dies nicht schon mit Kot geschehen ist. Innerhalb des ringförmigen Grube ragt die gefüllte Eihöhle als zentraler Zapfen hervor. Für den gesamten Vorgang benötigt das Weibchen zwischen vierzig und sechzig Minuten. Der Fruchtstiel wird nicht angenagt. Das Anbohren des Steinkerns ist Voraussetzung für das Überleben der Larve.

### Entwicklung in Kirsche
Die Weibchen leben etwa drei Monate. Bei einer Untersuchung in Persien legten sie zwischen 29 und 193, durchschnittlich 99.3 Eier ab, nach anderen Quellen weniger. Sie nagen dabei einen Gang in die junge Frucht bis nahe an den noch nicht verholzten Kirschkern und erweitern das Gangende zu einer Eikammer. Mit der Legeröhre wird ein einzelnes Ei am Grunde des Ganges abgelegt. Anschließend wird der Gang mit Faeces verschlossen. Das Ei ist weißlich, rundlich bis oval mit einer Länge von 0,8 mm und einer Breite von 0,5 mm. Nachdem das Ei deponiert ist, nagt das Weibchen rund um das Bohrloch mit dem Ei einen ringförmigen Graben. Es entsteht eine flache Grube, in der die restliche vertrocknete Fruchthaut des Ringwalls verbleibt. Dadurch kann man die Gänge mit Eiern von anderen Fraßwunden unterscheiden. Die Larven schlüpften in Persien im Labor nach drei bis fünf Tagen, im Freiland nach etwa zehn Tagen, nach anderen Quellen dauert die Embryonalentwicklung länger. Die Larven dringen in etwa 24 Stunden in den noch nicht verholzten Kern ein und entwickeln sich im Innern des Kirschkerns. Bei der Untersuchung in Persien wurden für das erste Larvenstadium eine Länge von 1 – 1,5 mm ermittelt, für das letzte Larvenstadium eine Länge von 7,3 bis 11 Millimeter mit einem Mittelwert von 9,3 Millimeter. In günstigen Fällen verlässt die Raupe bereits nach drei bis fünf Wochen die befallene Frucht, um sich in der Erde zu verpuppen. Sie benutzt dabei das Loch in der Kernschale, das sie beim Eindringen in den Kern geschaffen hat, muss es jedoch erweitern. Falls die Frucht nicht bereits abgefallen ist, lässt sich die Larve auf die Erde fallen und gräbt sich ein. Die Puppenkammer wird in fünf bis acht, gelegentlich bis zwölf Zentimeter Tiefe angelegt. Ihre mit Speichel durchnässten Wände sind wasserdicht. Der fertige Käfer kann nach etwa dreiwöchiger Puppenruhe noch im Herbst schlüpfen. Er überwintert in der Puppenkammer und verlässt diese erst im folgenden Frühjahr. Entsprechend einer anderen Quelle klettert er noch im gleichen Herbst auf die Fruchtbäume und überwintert dort in Spalten oder unter loser Rinde. Durch Diapause der Larven im Kirschkern kann die Entwicklung auch auf zwei Jahre ausgedehnt werden. Bei der Studie in Persien überwinterte im Freilandversuch das letzte Larvenstadium immer, die Larvalstadien überdeckten einen Zeitraum von 18 bis 20 Monaten.

### Entwicklung in Aprikose
Bei Aprikosen verläuft wegen der Größe der Früchte die Entwicklung etwas anders als bei Kirschen. Der Rüssel des Weibchens ist trotz tiefen Eindringens viel zu kurz, um in die Nähe des Kerns zu gelangen. Die Eiablage erfolgt im Fruchtfleisch. Die Larve frisst Gänge durch das Fruchtfleisch, in den Kern kann sie nicht eindringen. Die Weibchen bevorzugen dabei von Monilia befallene Früchte und tragen durch die Fraßgänge zur weiteren Verbreitung der Pilzkrankheit bei.

## Bekämpfung
Bei Biologischer Bekämpfung zeigt Pyrethrum FS gute Ergebnisse. Außerdem wird das Aufsammeln abgefallener Früchte und das Umpflügen des Bodens um die befallenen Bäume empfohlen. Bei Integrierter Schädlingsbekämpfung in Kirschkulturen wurde in Bulgarien in einem Artikel von 2004 gegen den Kirschfruchtkäfer bei einer Schädlingsdichte von mindestens drei Erwachsenen pro zehn Zweige während der Blütezeit manuelles Absammeln und 1 Liter Bensultap (Bancol) pro Hektar und nach der Blüte bei gleicher Schädlingsdichte nochmals die gleiche Menge Bensultap und zusätzlich 2 l Phosalon (Zolone 350 EC) pro Hektar empfohlen.

## Verbreitung
Die Art kommt von Sibirien und Vorderasien, Süd- und Zentralrussland sowie in Südeuropa und dem südlichen Mittel- und Osteuropa vor. In Mitteleuropa ist der Käfer in Wärmegebieten verbreitet, aber nicht häufig.

## Gefährdung
Die Art gilt in Deutschland als ungefährdet.